# Pangasiidae
I Pangasiidae sono una famiglia di pesci d'acqua dolce appartenenti all'ordine dei Siluriformes.

## Distribuzione e habitat
Questi pesci sono diffusi nelle acque dolci del Sud-Est Asiatico. 

## Descrizione
La forma del corpo è simile a quella degli squali, siluriforme, con testa e occhi grandi e pinne robuste. Alta pinna dorsale e l'adiposa sempre presente, coda fortemente forcuta. La bocca è molto larga e fornita di due paia di barbigli, non molto lunghi. 
Sono pesci di branco che vivono in gruppi più o meno numerosi. 

Sono specie molto interessanti, di dimensioni ragguardevoli: praticamente tutte le specie raggiungono (in natura) il metro di lunghezza e una specie Pangasius gigas addirittura i 3 metri. Sono infatti i più grandi tra i Siluriformes. 

## Pesca
Nel Borneo i Pangasidi sono considerati da sempre una fonte di cibo: da qui le loro carni sono pescate e ormai commercializzate in tutto il mondo.

## Acquariofilia
Per le ragguardevoli dimensioni non sono specie molto diffuse in acquariofilia anche se negli ultimi anni si stanno diffondendo nei negozi specializzati. Se non allevati in spazi adeguati, perlomeno quando cominciano a raggiungere dimensioni rispettabili, i pesci sono sottoposti a forte stress.

## Tassonomia
La famiglia comprende 28 specie, suddivise in 4 generi:
- Genere Helicophagus Bleeker, 1858
  - Helicophagus leptorhynchus Ng e Kottelat, 2000
  - Helicophagus typus Bleeker, 1858
  - Helicophagus waandersii Bleeker, 1858

- Genere Pangasianodon Chevey, 1931
  - Pangasianodon gigas Chevey, 1931
  - Pangasianodon hypophthalmus (Sauvage, 1878)

- Genere Pangasius Valenciennes in Cuvier e Valenciennes, 1840
  - Pangasius bocourti Sauvage, 1880
  - Pangasius conchophilus Roberts e Vidthayanon, 1991
  - Pangasius djambal Bleeker, 1846
  - Pangasius elongatus Pouyaud, Gustiano e Teugels, 2002
  - Pangasius humeralis Roberts, 1989
  - Pangasius kinabatanganensis Roberts e Vidthayanon, 1991
  - Pangasius krempfi Fang and Chaux in Chaux e Fang, 1949
  - Pangasius kunyit Pouyaud, Teugels, Legendre, 1999
  - Pangasius larnaudii Bocourt, 1866
  - Pangasius lithostoma Roberts, 1989
  - Pangasius macronema Bleeker, 1851
  - Pangasius mahakamensis Pouyaud, Gustiano e Teugels, 2002
  - Pangasius mekongensis Gustiano, Teugels e Pouyaud, 2003
  - Pangasius myanmar Roberts e Vidthayanon, 1991
  - Pangasius nasutus (Bleeker, 1863)
  - Pangasius nieuwenhuisii (Popta, 1904)
  - Pangasius pangasius (Hamilton, 1822)
  - Pangasius pleurotaenia Sauvage, 1878
  - Pangasius polyuranodon Bleeker, 1852
  - Pangasius rheophilus Pouyaud e Teugels, 2000
  - Pangasius sabahensis Gustiano, Teugels e Pouyaud, 2003
  - Pangasius sanitwongsei Smith, 1931

- Genere Pseudolais
  - Pseudolais micronemus (Bleeker, 1846)
  - Pseudolais pleurotaenia (Sauvage, 1878)